# ユーグ1世 (ブロワ伯)
ブロワ伯ユーグ1世（フランス語：Hugues I, comte de Blois, 1198年ごろ - 1248年4月9日）またはサン＝ポル伯ユーグ5世（Hugues V, comte de Saint-Pol）は、サン＝ポル伯（在位：1226年 - 1248年）、また妻の権利によりブロワ伯（在位：1230年 - 1248年）。

## 生涯
ユーグはゴーシェ3世・ド・シャティヨンとサン＝ポル伯ユーグ4世の娘エリーザベトの息子である。1216年に、ティボー1世・ド・バル＝ル＝デュックとエルメザンド・ド・バル＝シュル＝セーヌの娘アニェスと結婚したが、1225年までにアニェスは死去している。
1226年、ゴーティエ2世・ダヴェーヌとブロワ女伯マルグリットの娘でブロワ女伯のマリーと結婚した。2人の間には以下の5子が生まれた。
- ジャン1世（1280年没） - ブロワ伯[2]
- ギー3世（1289年没） - 1241年よりサン＝ポル伯[2]
- ゴーシェ4世（1261年没） - シャティヨン、クレシーおよびクレヴェクール（英語版）の領主[2]。息子はゴーシェ5世・ド・シャティヨン
- ユーグ（1255年没）[2]
- バジール（1280年没） - 1248年にノートルダム・デュ・ヴァル女子修道院長となる

マリーとの結婚により、ユーグはシャティヨン家で最初のブロワ伯となった。これは400年以上続いたブロワ家の終焉を意味した。1241年にマリーが死去した後、ユーグはギネ伯ボードゥアン3世の妹マオーと結婚した。
1226年、ユーグはクィイにシトー会のポン＝オー＝ダム女子修道院を創建した。また、1232年にユーグはフィリップ・メクランジュの助けにより、トロワシーにシトー会のアムール＝デュー（神の愛）女子修道院（フランス語版）を創建した。
ユーグはフランス王ルイ9世が主導した第7回十字軍に参加するつもりであったが、1248年に死去した。